# Piros csészegomba
A piros csészegomba (Sarcoscypha coccinea) késő ősztől tavaszig fordul elő, de főleg március folyamán lelhető fel az avar takarásában.

## Előfordulása
Korhadt fákon, ágakon terem, sokszor csoportosan. Magyarországon szórványosan fordul elő, veszélyeztetett.

## Megjelenése
Az avarból kibukkanó, jellegzetes, látványos színű csészéket formál, melyek átmérője 1–5 cm között mozog. A csésze belső oldala, ahol a spóraképző réteg található, piros. Külseje és a nyele fehéres, szürkés vagy halvány narancsvörös, molyhos.

## Elkészítése
Nem mérgező, de jellegtelen ízű.

## Hasonló fajok
Nehezen megkülönböztethető a jóval gyakoribb  osztrák csészegombától (Sarcoscypha austriaca), mely szintén ehető. 
Hasonló és ugyancsak ehető faj a narancsvörös csészegomba (Aleuria aurantia) is, amely nyári-őszi megjelenésű, és kizárólag a talajon nő. 